# Görgey Artúr-emléktábla (Prága)

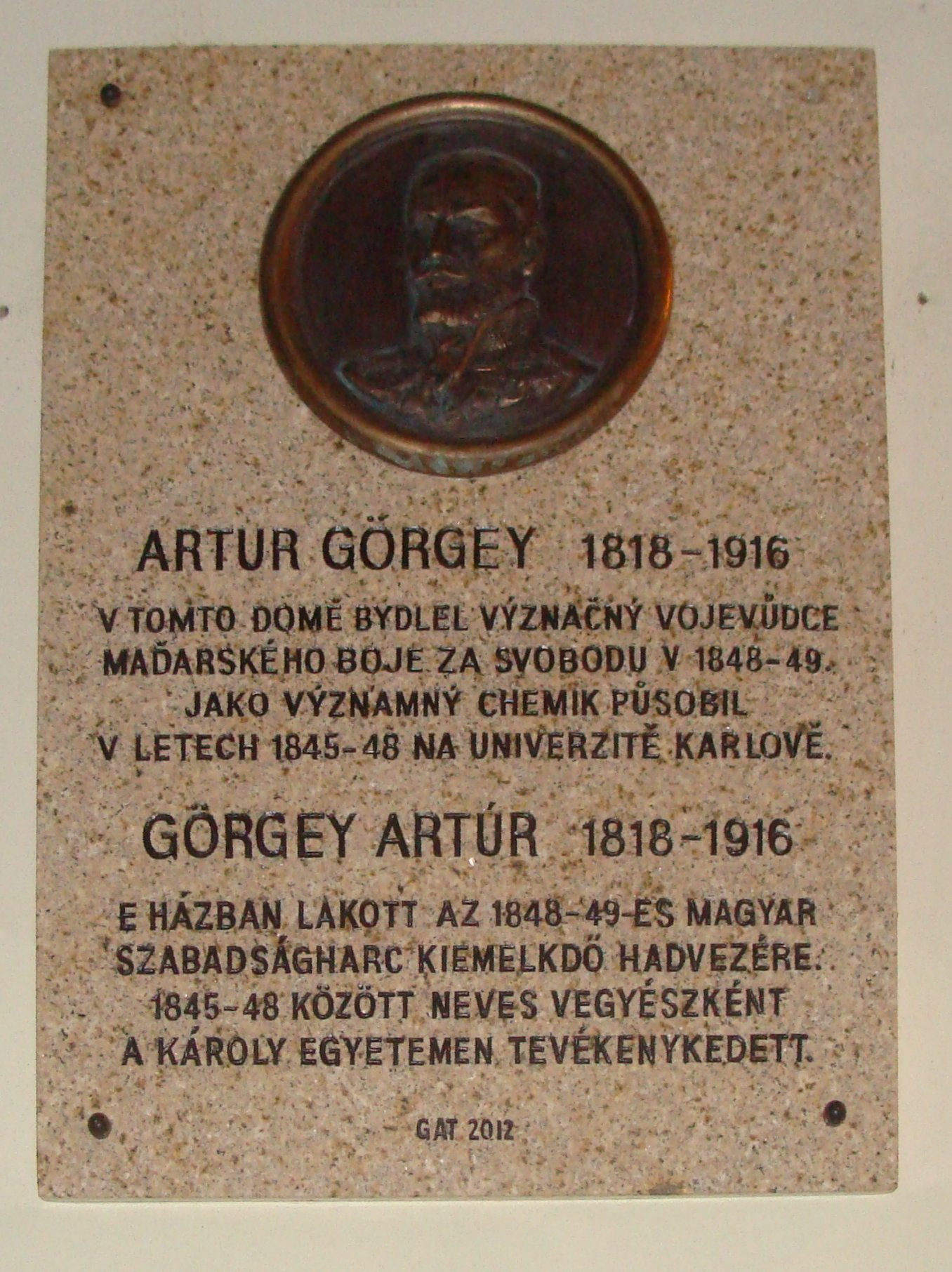
Az emléktábla

A prágai Görgey Artúr-emléktábla Görgey Artúr (1818–1916) 1848–49-es honvédtábornok és hadügyminiszter, illetve az első modern magyar kémikus tiszteletére felállított gránitból készült emléktábla, mely a cseh főváros központjában elhelyezkedő Kozná utca 8. szám alatti ház homlokzatán, az Óvárosi tér közelében található.
Az emléktábla helyének legfőbb oka az volt, hogy Görgey 1845 és 1849 között ebben a házban lakott, mialatt vegyészetet hallgatott a prágai Károly-Ferdinánd Egyetemen (ma Károly Egyetem), illetve tanársegédként és vegyészként a városban dolgozott. A honvédtábornok magánéletének egyik legfontosabb eseménye is Prágához fűződik, ugyanis prágai tartózkodása végén a helyi evangélikus templomban vette feleségül Aubioun Adélt, aki  tanára és barátja családjának francia nevelője volt.
A 65×40 centiméteres méretekkel rendelkező emléktáblán a katona Návay Sándor magyarországi szobrászművész által bronzból készített domborműve és portréja, illetve magyar és cseh nyelvű felirat látható. A Görgey-emléktábla felállítását a Görgey Artúr Társaság (GAT) nevet viselő csehországi magyar civil szervezet indította útjára 2005-ben. A felállítás megvalósításában a szervezet elnöke, Palágyi István György vállalta a legnagyobb szerepet, ugyanis ő szervezte meg a gyűjtést a táblaállítás költségeinek fedezésére, és többéves munkával beszerezte az összes szükséges engedélyt. Az emléktábla költségeit civil adakozás segítségével fedezték.
A Görgey Artúr-emléktábla felavatására 2012. május 19-én került sor ünnepélyes keretek között. Az eseményen többek között részt vettek Görgey Artúr leszármazottai, Katona Tamás budapesti történész és író, Magyarország prágai nagykövetségének és kulturális intézetének munkatársai és diplomatái, illetve több csehországi magyar szervezet képviselője. Az ünnepségen Éles György prágai református lelkész megáldotta az emléktáblát. A Görgey Artúr Társaság elnöke szerint „Görgey Artúr emléktáblájának felállításával a GAT egyik fontos célkitűzése teljesült”. A táblaavatást követően a prágai magyar kulturális intézet épületében tudományos jellegű tanácskozást és Görgey-emlékünnepséget tartottak. A tudományos fórum keretén belül több előadás hangzott el a tábornok prágai éveiről, munkásságáról és életművének jelentőségéről.